# Sukarrieta
Sukarrieta és un municipi de la província de Biscaia, País Basc, pertanyent a la comarca de Busturialdea-Urdaibai. En aquest municipi va morir i està enterrat el polític nacionalista Sabino Arana, fundador del Partit Nacionalista Basc i del nacionalisme basc.

## Topònim
L'antiga anteiglesia de la qual es deriva l'actual municipi s'anomenava San Andrés de Pedernales. Per motius obvis, el nom d'anteiglesia s'ha associat a l'abundància del tipus de roca denominat pedernal (o sílex) en el lloc. L'anteiglesia va ser coneguda antigament en euskera sota el nom de Samikola. Alguns consideren que aquesta és una deformació de Sant Nicolau, ja que a la fi del segle xviii la parròquia de Sukarrieta es va traslladar de l'església de San Andrés a l'ermita de San Nicolás, que va exercir de parròquia de l'anteiglesia, per a després tornar a reconstruir-se la de San Andrés (on actualment segueix). L'Euskaltzaindia admet la possibilitat d'anomenar Samikola al poble en contextos restringits. Sukarrieta (l'actual nom basc de la localitat) és una traducció de Pedernales, ja que sukarri (literalment pedra de foc és el nom que rep en euskera el pedernal) i -eta és un sufix locatiu que s'utilitza en euskera. Sukarrieta és el nom oficial del municipi des de 1984. Va ser publicat en el BOE en 1989 .